# We Rock Hard
We Rock Hard — дебютный и самый коммерчески успешный альбом британской группы Freestylers, выпущенный на лейбле Freskanova в 1998 году.

## Стиль, отзывы критиков
Критики достаточно высоко оценили альбом. Джон Буш, обозреватель сайта Allmusic.com, поставил диску четыре балла из пяти возможных и в своём лаконичном отзыве упомянул о том, что в представленных на нём композициях содержатся элементы электронной танцевальной музыки, техно и регги.
Журналист издания New Musical Express оценил альбом на семь баллов из десяти. По его мнению, на диске можно обнаружить следы влияния самых разнообразных жанров, от хип-хопа до техно, и творчества многих коллективов — например, Kraftwerk. В то же время он счёл Freestylers одной из немногих групп брейк-бита, заслуживающих внимания.

## Список композиций
1. «Freestyle Noize» (5:37)
2. «Dancehall Vibes» (6:21) Features Tenor Fly
3. «Drop The Boom» (3:01)
4. «Don’t Stop» (4:43)
5. «Here We Go» (4:51) Features Definition Of Sound
6. «The Darkside» (4:50)
7. «B-Boy Stance» (4:36) Features Tenor Fly with scratches by Funk Wizard Jay Rock
8. «We Rock Hard» (7:08) Features Soulsonic Force
9. «Breaker Beats Part 1» (2:54)
10. «Breaker Beats Part 2» (2:57)
11. «Scratch 22 (Jay-Rock’s Theme)» (5:25)
12. «Ruffneck» (5:40) Features Navigator with scratches by Funk Wizard Jay Rock
13. «Feel The Panic» (5:54)
14. «Hold Up Your Hands» (3:58)
15. «Warning» (5:10) Features Navigator with scratches by Funk Wizard Jay Rock